# Mia nonna poliziotto
Mia nonna poliziotto è un film comico del 1958 diretto da Steno.

## Trama
La vecchia nonna Tina arriva in città, per partecipare al matrimonio del nipote Alberto con la fidanzata Ileana.
All'arrivo scopre di essere stata derubata di un medaglione che le aveva regalato il defunto marito.
Si reca al commissariato di polizia per sporgere denuncia e riavere il caro oggetto, ma viste le lungaggini delle indagini, decide di svolgere in prima persona le ricerche del ladro, combinando una grande quantità di pasticci.
Alla fine, casualmente, trova il ladro, che abita nello stesso albergo, riuscendo inoltre a fare arrestare un'intera banda di malfattori.
Il nipote Alberto può sposare la bella Ileana e la nonna Tina sarà nominata, per merito, colonnello onorario della polizia femminile.

## Critica
(Corriere della Sera dell'11 febbraio 1959)

## Manifesti e locandine
La realizzazione dei manifesti del film, per l'Italia, fu affidata al pittore cartellonista Anselmo Ballester.